# Wilhelm Kobelt (Zoologe)

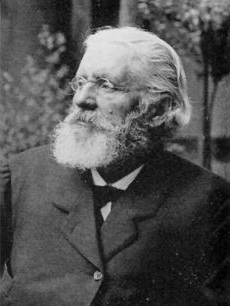
Wilhelm Kobelt (vor 1910)

Wilhelm Kobelt (* 20. Februar 1840 in Alsfeld; † 16. März 1916 in Schwanheim) war ein deutscher Arzt, Professor, Heimatforscher, Autor und Zoologe, speziell Malakologe (Molluskenkundler). Kobelt war im Jahr 1868 Mitgründer der Deutschen Malakozoologischen Gesellschaft in der Senckenbergischen Naturforschenden Gesellschaft, deren Ehrenmitglied er war.

## Leben und Werk

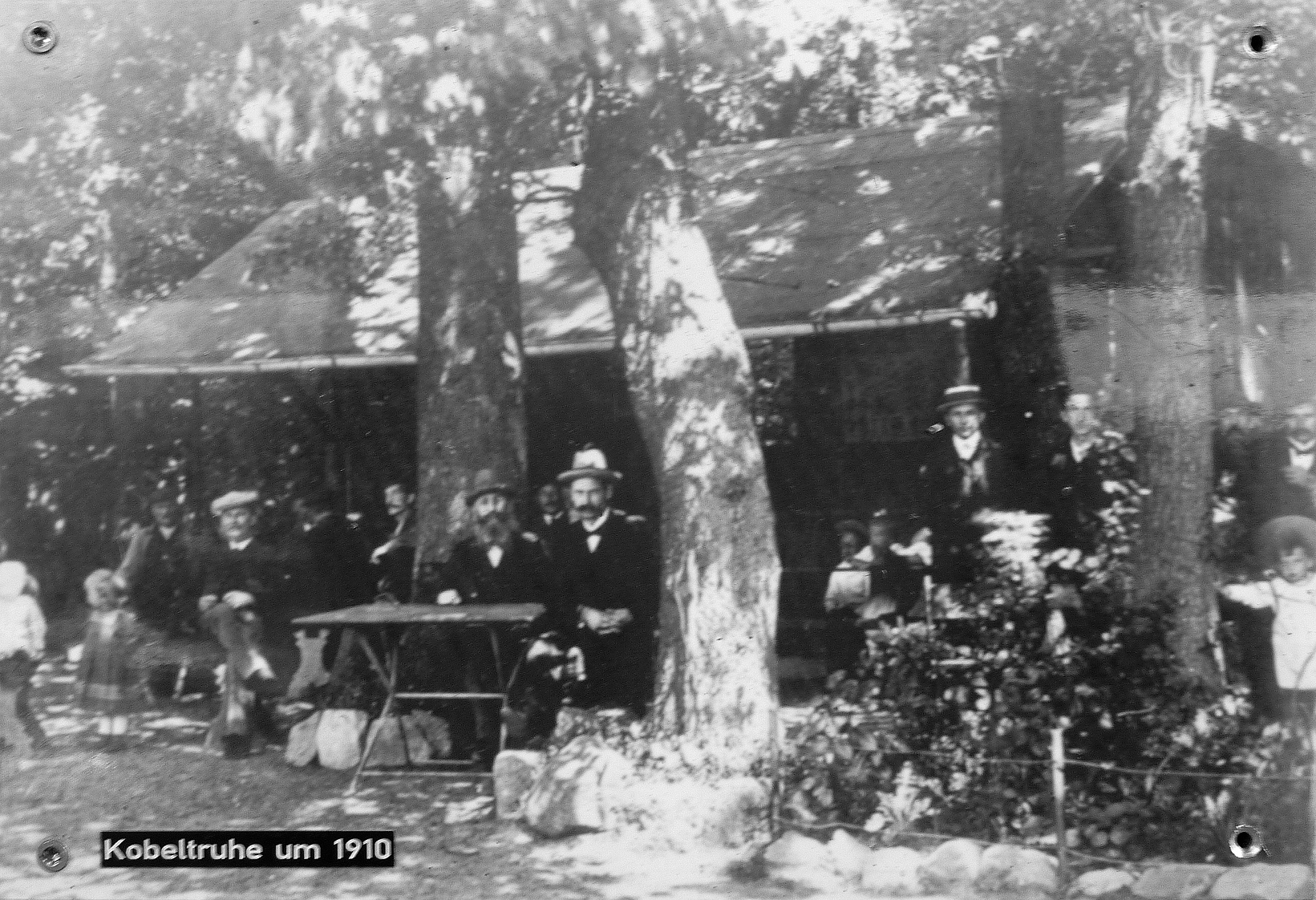
Von Kobelt initiierte Erholungsstätte im Schwanheimer Wald, etwa 1910

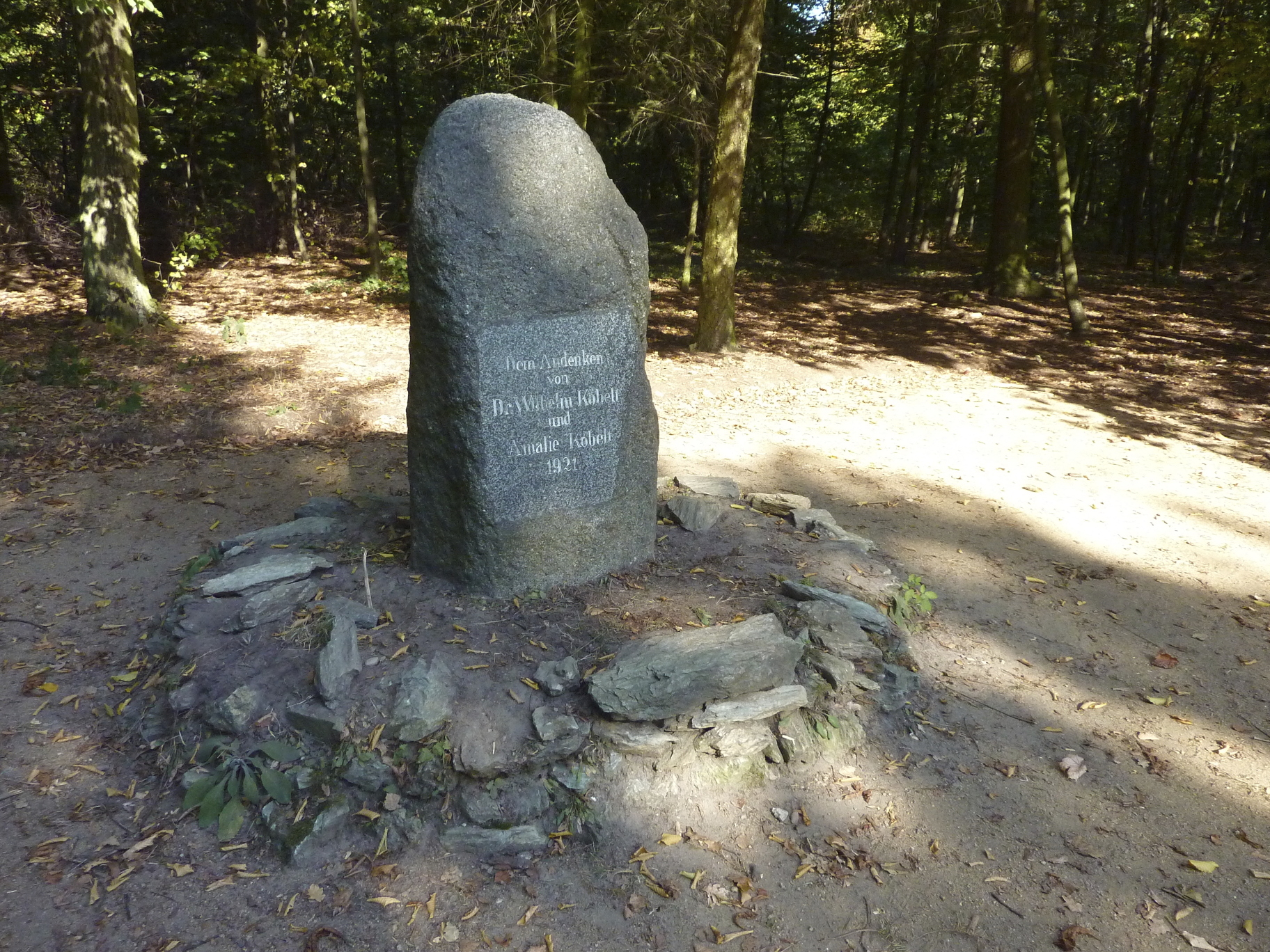
Frankfurter Gedenkstein für Amalie und Wilhelm Kobelt an der Kobeltruhe

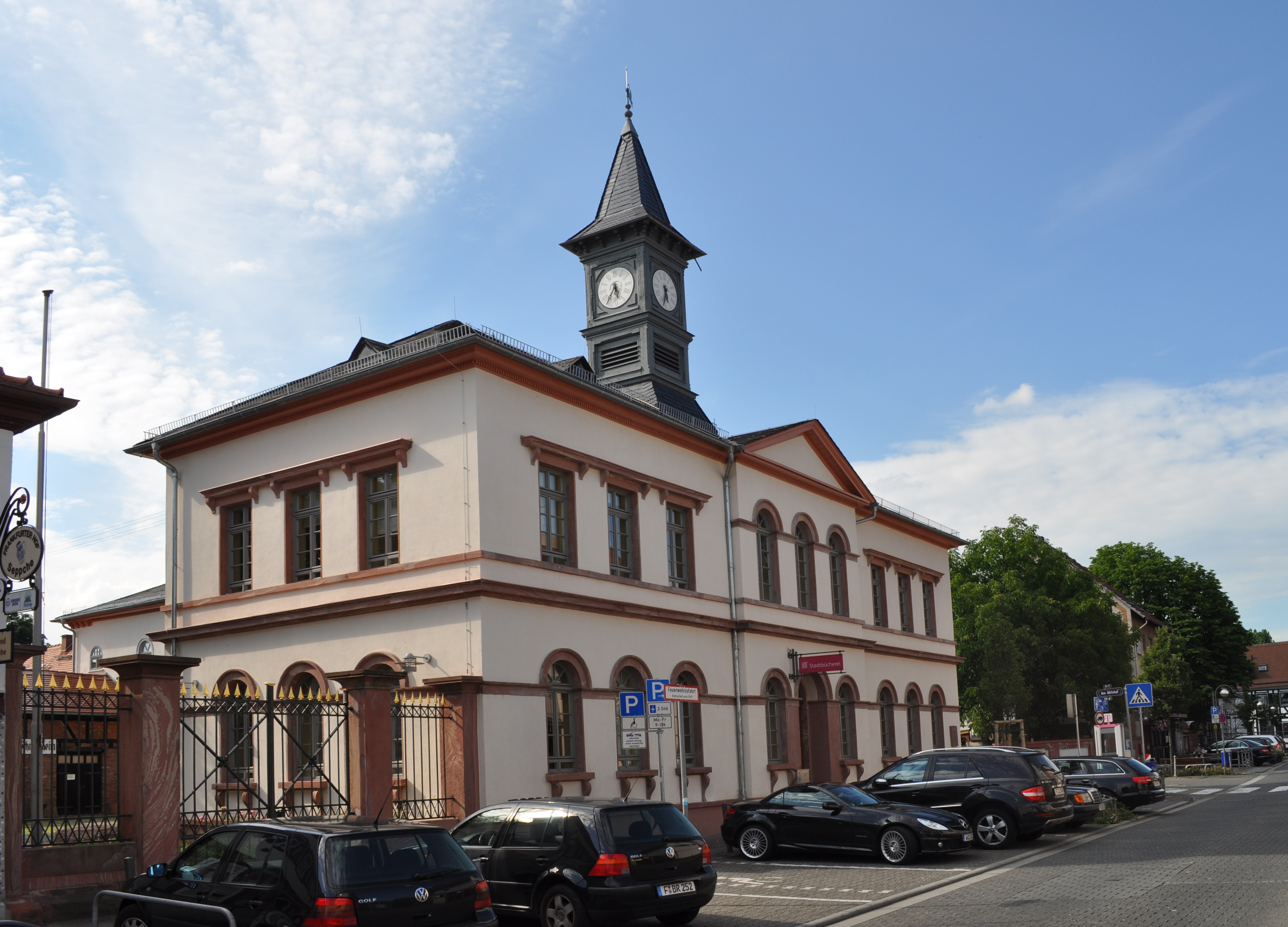
Das Wilhelm-Kobelt-Haus beherbergt das Schwanheimer Heimatmuseum und die Stadtteilbücherei

Wilhelm Kobelt stammte aus einer Pfarrersfamilie. Sein gleichnamiger Vater (* 1809, † 1874) leitete von 1839 bis 1860 die Alsfelder Lateinschule, in der er auch seinen Sohn unterrichtete. Ein Mitschüler und Jugendfreund war der spätere SdAP-Mitgründer, Pädagoge und Privatgelehrte Samuel Spier, mit dem er anschließend auf das Gymnasium nach Gießen wechselte und am gleichen Ort auch studierte. Kobelt studierte an der heute nach Justus von Liebig benannten Universität Gießen Medizin und promovierte dort im Jahr 1862 mit einer Arbeit über Kardiologie. Neben dem Studium hatte er sich mit biologischen und zoologischen Studien beschäftigt. Seine Tätigkeit als praktizierender Arzt nahm er nach dem Staatsexamen zunächst in der nassauischen Stadt Biedenkopf auf. 1866 heiratete er Amalie Jüngst.
Mit 29 Jahren zog Kobelt 1869 ins zuvor ebenfalls nassauische Schwanheim, ein Dorf südwestlich von Frankfurt am Main mit etwa 2000 Einwohnern. Im selben Jahr trat er der in Frankfurt ansässigen Senckenbergischen Naturforschenden Gesellschaft bei. In Schwanheim war Kobelt – als Vertragsarzt für den Ärztlichen Verein (Ortskrankenkasse) – der erste niedergelassene Arzt. Hier erhielt er wegen seines Engagements für die Rechte der Arbeiterklasse die Beinamen „Roter Doktor“ und „der rote Kobelt“. In Schwanheim gründete er unter anderem einen Arbeiterfortbildungsverein und einen Ausschuss für Volksvorlesungen; außerdem war Kobelt Mitgründer und Vorsitzender des Rhein-Mainischen Verbandes für Volksbildung.
Da ihn der Arztberuf nicht erfüllte, gab Wilhelm Kobelt 1880 im Alter von 40 Jahren seine Arztpraxis auf. Er beschäftigte sich darauf vermehrt mit naturwissenschaftlichen Studien und mit der Geschichte Schwanheims. Im Jahr 1888 war Kobelt der Herausgeber der ersten Chronik des Dorfes Schwanheim; außerdem ist er der Autor zahlreicher sozialpolitischer und kommunalpolitischer Aufsätze, die in Zeitungen und Zeitschriften veröffentlicht wurden.
Wilhelm Kobelt wurde darüber hinaus zu einem führenden Mitglied der Frankfurter Senckenbergischen Naturforschenden Gesellschaft, und 1905 wurde ihm für seine wissenschaftlichen Verdienste der Titel Professor verliehen. Durch den Einsatz Kobelts für das Frankfurter Senckenberg-Museum konnte dieses bis zum frühen 20. Jahrhundert eine Mollusken-Sammlung von internationalem Rang aufbauen. Wilhelm Kobelt starb am 16. März 1916 im Alter von 76 Jahren in seinem Wohnhaus in Schwanheim. Seine auf internationalen Forschungsreisen zusammengetragenen Tier- und Pflanzensammlungen vermachte er der Senckenbergischen Gesellschaft.

## Kobeltruhe und Kobelt-Zoo
Seit Ende des 19. Jahrhunderts hatte Wilhelm Kobelt sich für die Einrichtung einer öffentlichen Wald-Erholungsstätte an den Schwanheimer Wiesen engagiert – ein weitläufiges Weidegebiet im Wald südlich des Dorfes Schwanheim. Im Sommer 1908 wurde auf Anregung Kobelts am Nordrand der Rechten Wiese der Schwanheimer Wiesen eine Wald-Erholungsstätte für Rekonvaleszente und Invalide eingerichtet. Dies folgte der seit Anfang des 20. Jahrhunderts verbreiteten Praxis der Einrichtung von siedlungsnahen „Luftkurorten“, an denen sich Genesende nach ärztlicher Verordnung an frischer Luft aufhalten konnten. Träger der Einrichtung war ab September 1908 der Schwanheimer Krankenwagen-Verein e.V. Die Anlage bestand aus einer offenen Schutzhütte mit Bänken und Liegestühlen, einem Trinkwasser-Pumpbrunnen sowie mehreren Blumenbeeten und wurde ganzjährig genutzt. Mit dem Ausbruch des Ersten Weltkriegs wurde der Betrieb eingestellt.
Nach dem Tode von Amalie und Wilhelm Kobelt wurde zum Gedenken an deren Wirken am Ort der ehemaligen Wald-Erholungsstätte im Frankfurter Stadtwald an den Schwanheimer Wiesen ein Wald-Rastplatz eingerichtet, die Kobeltruhe. Mittelpunkt der Anlage ist ein im Jahr 1921 als Gedenkstein errichteter Findling, auf dem mit einer Inschrift an das Ehepaar Kobelt erinnert wird; Informationstafeln berichten vom Werk Kobelts und von der Geschichte des Ortes.
Noch im Jahr des Todes von Wilhelm Kobelt wurde seitens seiner Mitarbeiter und Freunde der Verein Biologische Gesellschaft Prof. Dr. Wilhelm Kobelt gegründet, der seit 1954 im Vereinsregister eingetragen ist. Aus dem Verein ging ab 1920 der Frankfurt-Schwanheimer Kobelt-Zoo hervor, gelegen am Waldrand im Süden des Ortes Schwanheim. Am 20. Dezember 2011 brach im Kobelt-Zoo ein Brand aus, bei dem über 100 Vögel verendeten.

## Weitere Ehrungen
Um an Wilhelm Kobelt und dessen Engagement für Volksbildung und Heimatkunde zu erinnern wurde das ehemalige Schulhaus Alt-Schwanheims, das von 1827 bis 1835 erbaut worden war und das heute das Schwanheimer Heimatmuseum beherbergt, Wilhelm-Kobelt-Haus benannt. Außerdem trägt die Straße im Stadtteil Schwanheim, an der Kobelts Wohnhaus steht, seinen Namen (Wilhelm-Kobelt-Straße).

## Werke (Auswahl)

### Malakologie
- Die Gattung Crassatella, Bauer & Raspe, Nürnberg 1886
- Die Familie Bullidae, Bauer & Raspe, Nürnberg 1896
- Die Familie der Columbelliden, Bauer & Raspe, Nürnberg 1897
- Die Gattung Turritella, Bauer & Raspe, Nürnberg 1897
- Catalog der gegenwärtig lebend bekannten Pneumonopomen zusammen mit Otto Franz von Möllendorf, Separat-Abdruck aus dem Nachrichtsblatt der Deutschen Malakozoologischen Gesellschaft (Nachdruck) (Hrsg.): Hartmann Verlag / Schwanheim, 1899 Online
- Cyclophoridae, Friedländer, Berlin 1902
- Die Gattung Paludina, Bauer & Raspe, Nürnberg 1909
- Die Verbreitung der Tierwelt, Tauchnitz, Leipzig 1920
- Carlo von Erlanger: 1872–1904, Leinpfad-Verlag, Ingelheim 1997, ISBN 3-9805837-0-8

### Heimatkunde
- Chronik des Dorfes Schwanheim am Main, 1888
- Landwirthschaftliche Fragen und Antworten, im Auftrage des Fortbildungs und Bürgervereins in Schwanheim a. M. – Verlag von Max Stephani, Biedenkopf, Hessen-Nassau 1888[15]
- Die Gewann-, Flur- und Wegenamen der Gemarkung Schwanheim (Main). Annalen des Vereins für nassauische Altertumskunde und Geschichtsforschung, Band 39, 1909 Online[16]
- Heimatkunde und Heimatarbeit. Rhein-Mainischer Verband für Volksbildung, 1912
- Der Schwanheimer Wald. 43. und 44. Bericht der Senckenbergischen Naturforschenden Gesellschaft, 1912/1913[6]
- Beiträge zur Geschichte des Dorfes Schwanheim. Nassauische Annalen, Band 42, 1913[17]